# Kościański
Kościański là một huyện thuộc tỉnh Wielkopolskie của Ba Lan. Huyện có diện tích 722 km². Đến ngày 1 tháng 1 năm 2011, dân số của huyện là 78457 người và mật độ 109 người/km².